# Hebbur Amanikere, Tumkur
Hebbur Amanikere là một làng thuộc tehsil Tumkur, huyện Tumkur, bang Karnataka, Ấn Độ.